# モンゴル語

モンゴル文字で書かれた「モンゴル」

モンゴル語（モンゴルご、Монгол хэл、Mongol hel、ᠮᠤᠩᠭᠤᠯ
ᠬᠡᠯᠡ、mongGul kele、英: Mongolian, Mongol）は、モンゴル諸語に属する言語であり、モンゴル国の国家公用語である。
モンゴル国の憲法第8条はモンゴル語をモンゴル国の国家公用語に規定している。モンゴル国では、行政・教育・放送のほとんどがモンゴル語でなされるが、バヤン・ウルギー県では学校教育をカザフ語で行うことが認められている。こうした地域の人々の中にはモンゴル語を全く解さない者もいる。モンゴル国外には10万人以上のモンゴル国民が居住（日本国内にも合法・不法合わせ数千人が滞在しているものと推定されている）しており、かれらの母語でもある。
モンゴル諸語のうち、どこまでを「モンゴル語」と呼ぶのか明確な定義はないが、一般的にはモンゴル国や中国の内モンゴル自治区でも話されているものがモンゴル語とされる。

## 系統
ブリヤート語やオイラト語（カルムイク語）などとともにモンゴル語族に属する。
モンゴル諸語は、テュルク語族、ツングース語族などとともに次のような特徴を持つ。
- 母音調和がある
- 固有語の語頭にrが立たない
- いわゆる膠着語で接尾辞型の言語である
- 語順類型はSOVである
- 英語の「have」（有する）に相当する動詞が存在しない

これらの共通点から、共通の祖語に遡るというアルタイ語族仮説がかつて唱えられたこともあった。しかしこうした共通点が親縁関係の存在によるものか、隣接することによる相互影響（言語連合）によるものかは不明であり、また基礎語彙間の音韻対応規則が立てられないことなどから、アルタイ語族説は未だ証明には至っていない。アルタイ語族仮説支持者の中には、日本語やアイヌ語、朝鮮語もアルタイ語族に属すると主張する者もいる。

## 方言
- ハルハ方言（英語版）：ハルハ・モンゴル語ともいう。主にモンゴル国で話される。
- チャハル方言：主に中国の内モンゴル自治区で話される。内モンゴル自治区においては中国語と並ぶ公用語。
- ホルチン方言（英語版）：内モンゴル東北部で話されている方言。チャハル方言に比べ中国語の影響が強い。
- オルド方言：チャハル方言と大体同じ、他の方言より少し基準的方言。
- ジャロート方言：内モンゴル東北部で話されている方言。チャハル方言に比べ中国語の影響が強い。
- オルドス方言
- バリン方言（フランス語版、英語版）
- ダルハド方言（英語版）
- ハムニガン方言（英語版）

## 音韻
ハルハ方言の音韻について述べる。

### 母音
音素としての短母音は /a, e, i, ɵ, o, ɔ, u/ の7つであり、それぞれに対応する長母音 /aː, eː, iː, ɵː, oː, ɔː, uː/ が存在する。短母音は第一音節、もしくはアクセントのある音節では [a, e, i, ɵ, o, ɔ, u] となるが、それ以外の場合には弱化し、元の音価と関係なく [ə] となる。長母音は概ね [aː, eː, iː, ɵː, oː, ɔː, uː] で実現されると考えて良いが、гааль、хуваарь など、/Cj/の前では й を伴う二重母音と似た発音になる。Svantesson (2003), Svantesson et al. (2005), Janhunen (2012) によると/e/は/i/に合流したとされるが、植田 (2014) は完全に合流したとは言い難いとしている。
|      | 前舌 | 前舌 | 中舌 | 中舌 | 後舌 | 後舌 |
|      | 短   | 長   | 短   | 長   | 短   | 長   |
| ---- | ---- | ---- | ---- | ---- | ---- | ---- |
| 狭   | i    | [iː] |      |      | u    | [uː] |
| 半狭 |      |      | ɵ    | [ɵː] | o    | [oː] |
|      | e    | [eː] | ə    |      |      |      |
| 半広 |      |      |      |      | ɔ    | [ɔː] |
| 広   |      |      | a    | [aː] |      |      |

斎藤 (2004) によると、/a/、/ɔ/、/o/は/Cj/の前で前舌化し、[æ]、[œ̠]、[ø̠]となる。
二重母音のうち、主要母音が前にあるものには/ai, oi, ɔi, ui/の5つがある。なお、эй は ээ と同じ発音をする長母音に同化した。斎藤 (2004) によると、これらの音声は概ね次のようになっている。
| /ai/ | [ae] |
| /oi/ | [o̟e] |
| /ɔi/ | [ɔ̟e] |
| /ui/ | [u̟i] |

主要母音が後ろにあるものには/ja, je, jɵ, jo, jɔ, ju/の6つがある。三重母音には/jai, jɔi/などがある。

### 子音
|                    |                    | 両唇                  | 唇歯音                | 歯茎 | 歯茎硬口蓋 | 硬口蓋 | 軟口蓋                | 両唇軟口蓋 | 口蓋垂 |
| ------------------ | ------------------ | --------------------- | --------------------- | ---- | ---------- | ------ | --------------------- | ---------- | ------ |
| 破裂音             | 張り子音           | /p/(借用語のみに存在) |                       | /t/  |            |        | /k/(借用語のみに存在) |            |        |
| 破裂音             | 緩み子音           | /b/                   |                       | /d/  |            |        | /ɡ/                   |            | /ɢ/    |
| 摩擦音（無声）     | 摩擦音（無声）     |                       | /f/(借用語のみに存在) | /s/  | /ɕ/        |        | /x/                   |            | (/χ/)  |
| 破擦音             | 張り子音           |                       |                       | /ts/ | /tʃ/       |        |                       |            |        |
| 破擦音             | 緩み子音           |                       |                       | /dz/ | /dʒ/       |        |                       |            |        |
| 鼻音（有声）       | 鼻音（有声）       | /m/                   |                       | /n/  |            |        | /ŋ/                   |            |        |
| 震え音（有声）     | 震え音（有声）     |                       |                       | /r/  |            |        |                       |            |        |
| 接近音（有声）     | 接近音（有声）     |                       |                       |      |            | /j/    |                       | /w/        |        |
| 側面摩擦音（無声） | 側面摩擦音（無声） |                       |                       | /ɬ/  |            |        |                       |            |        |

- この表では非口蓋化音のみを記しているが、モンゴル語では口蓋化音と非口蓋化音の対立があり、ロシア語の軟音と硬音の対立と同様にьの有無で区別する。
- [ɢ]は男性母音 /a, ɔ, o, iː/ の前および語末に現れ、[ɡ] は女性母音 /e, ɵ, u/ か中性母音 /i/ の前、および語末に現れる。
- /w/ は [β] もしくは [w] となる。ただし、т, ц, ч, с などの直前は無声化する。
- [ɬ]はモンゴル語の特徴的な発音である。この子音は母音間で有声化し、[ɮ] として発音されることがある。
- かつての /n/ は現代語では語末に現れると [ŋ] と発音される。かつての /n/ プラス母音は語末で母音が落ちて [n] で発音される。
- /r/は基本的に語頭には現れない。（アルタイ諸語に見られる特徴）そのため、この音から始まる外来語で、/r/ の前に母音をつけて発音する話者が存在する。また、この子音は句末や無声子音の前で逆行同化し、無声化しうる。
- 小沢 (1986) と 塩谷 & エルデネ・プレブジャブ (2001) によると /x/ は、男性語では [χ] 、女性語では [x] になるとしている。藤田 (2009) による聞き取り調査では、更に以下の条件異音が報告されている。

| [χ] | [a], [ɔ]の前後 |
| [x] | [o], [e]の前後 |
| [ç] | [i]の前後      |
| [ɸ] | [ɵ], [u]の前後 |

- モンゴル語の子音は、破裂音・歯擦音に対し、「張り子音」と「弛み子音」の対立が見られる。この対立が有声性によるものとみなされ、張り子音が無声子音、弛み子音が有声子音と書かれることがあるが、「一般に、張り子音の安定した特徴は無声で緊張があること、弛み子音の安定した特徴は無気または時には完全に弱くなることにある[4]と述べられているとおり、この対立は帯気性も関わることが示唆されている。斎藤 (2004) によると、張り子音と弛み子音の条件異音は以下のとおりである[5]。

| 張り子音 | 張り子音 | 張り子音   | 弛み子音 | 弛み子音 | 弛み子音   |
| 音素     | 語頭     | 語中・語尾 | 音素     | 語頭     | 語中・語尾 |
| -------- | -------- | ---------- | -------- | -------- | ---------- |
| /p/      | [pʰ]     | [pʰ]       | /b/      | [p]      | [w]        |
| /t/      | [tʰ]     | [t]        | /d/      | [t]      | [d̥]        |
| /k/      | [kʰ]     | [kʰ]       | /g/      | [k]      | [g̥]        |
| /ts/     | [tsʰ]    | [tsʰ]      | /dz/     | [ts]     | [d̥z̥]       |
| /tʃ/     | [tʃʰ]    | [tʃ]       | /dʒ/     | [dʒ]     | [d̥ʒ̥]       |

また、植田 (2020) による分析結果は以下のとおりである。
| 張り子音 | 張り子音          | 弛み子音 | 弛み子音         |
| -------- | ----------------- | -------- | ---------------- |
| /p/      | [ʰp], [ɸ]         | /b/      | [p], [b], [β]    |
| /t/      | 安定して[ʰt]      | /d/      | 安定して[t]      |
| /k/      | 安定して[ʰk], [k] | /g/      | 主として[ɣ], [ɰ] |

- /g/に関しては、藤田 (2009) による聞き取り調査では、以下の条件異音が報告されている。

|        | 硬口蓋                   | 軟口蓋                        | 軟口蓋                        | 口蓋垂                 | 口蓋垂              |
| ------ | ------------------------ | ----------------------------- | ----------------------------- | ---------------------- | ------------------- |
| 破裂音 |                          | k                             | g                             | q                      | ɢ                   |
| 破裂音 |                          | 語末または[ʃ],[t]いずれかの前 | 語頭かつ[a],[ɔ]以外の母音の前 | 語末の男性短母音字の前 | 語頭かつ[a],[ɔ]の前 |
| 摩擦音 | ç                        |                               | ɣ                             |                        | ʁ                   |
| 摩擦音 | [s],[t],[tʃ]いずれかの前 |                               | 語中かつ[a],[ɔ]以外の母音の前 |                        | 語中かつ[a],[ɔ]の前 |

なお、東京外国語大学言語モジュールによると、/g/ は [ʃ], [s], [t] などの直前で [k] となる場合のほか、[x] となる場合もある。

## 表記
モンゴル語の表記は歴史的に、古ウイグル文字をもとに作られた縦書きのモンゴル文字（モンゴルビチゲ）により表記される蒙古文語が専ら使用されてきた。ソビエト連邦の全面的な支援によって独立を果たしたモンゴル人民共和国では、1930年代にラテン文字による表記体系が宣伝された時期もあり、1941年2月1日には一旦ラテン文字表記が公式に採用されたが、その2か月後には撤回された。
結局、モスクワからの指示で1941年にロシア語のキリルアルファベットに2つの母音字を加えた表記体系を採用し、言文一致の表記が可能となった。1957年にはキリル文字で書かれた教科書も出版されている。他方、中国内のモンゴル系民族はモンゴル文字やトド文字（オイラト語の表記に使用）による表記体系を現在まで維持し、モンゴル人民共和国のモンゴル語とは、文字により分断されてきた。なお、中華人民共和国内モンゴル自治区では、文字こそ伝統的なものではあるものの、かつての文語ではなく、言文一致を指向してきたことは注意を要する。しかし、次第に中国語優位の状況が現在では生まれている。
モンゴル人民共和国は、ソビエト連邦の崩壊に伴い新生モンゴル国となったが、その際に、民族意識の高揚と共に、伝統的なモンゴル文字を復活させようという動きが一時高まった。1991年には国家小議会第36号決定において、1994年からのモンゴル文字公用化が決定され、その準備が指示された。
しかし、内モンゴル自治区の新たな文字表記との接触がほとんどなかった一般国民の間では、「モンゴル文字」イコール「話しことばとは無関係の文語」というイメージが定着してしまっており、言語そのものと文字の関係に関する正しい理解が得られなかったことなどから、一時期は正式に計画されていたモンゴル文字への全面的な切り替えは中止された。
現在、モンゴルの一般教育では、週1時間のモンゴル文字の時間が設置されているが、社会的にはすっかり無関心になっていることもあり、生徒達も自分の名前をモンゴル文字で書ける程度である。なお、モンゴル政府は、パソコン上での使用のためのラテン文字への置換え基準を正式に制定したが、国民の規範意識は低く、電子メールなどでは個人によってバラバラの表記が通用している。
歴史的には、16世紀以降のチベット仏教の普及に伴い、チベット文字を俗語であるモンゴル語の表記に用いることも、僧侶たちの間では広く行われ、現在でもその伝統は一部継続している。また、チベット文字を基にしたパスパ文字は元朝の公用文字のひとつであり、モンゴル語の表記にも広く使われた。また、チベット文字などインド系文字を参照しながら作り上げられたソヨンボ文字という文字も存在している。『元朝秘史』は明代に中国で翻訳された版本が残っているが、ここでは原文であるモンゴル語を、漢字で音訳し表記している。

### キリル文字表記
| 大文字 | А   | Б   | В      | Г   | Д   | Е        | Ё    | Ж   | З   | И   | Й   | К   | Л   | М   | Н   | О   | Ө   | П   |
| 小文字 | а   | б   | в      | г   | д   | е        | ё    | ж   | з   | и   | й   | к   | л   | м   | н   | о   | ө   | п   |
| 転写   | a   | b   | v      | g   | d   | je       | jo   | ž   | z   | i   | i   | k   | l   | m   | n   | o   | ö   | p   |
| 音価   | /a/ | /b/ | /β, w/ | /g/ | /d/ | /je, jɵ/ | /jɔ/ | /ʥ/ | /ʣ/ | /i/ | /j/ | /k/ | /ɬ/ | /m/ | /n/ | /ɔ/ | /ɵ/ | /p/ |

| 大文字 | Р   | С   | Т   | У   | Ү   | Ф   | Х   | Ц   | Ч   | Ш   | Щ    | Ъ | Ы    | Ь | Э   | Ю        | Я    |
| 小文字 | р   | с   | т   | у   | ү   | ф   | х   | ц   | ч   | ш   | щ    | ъ | ы    | ь | э   | ю        | я    |
| 転写   | r   | s   | t   | u   | ü   | f   | x   | c   | č   | š   | šč   |   | y    | ' | e   | ju       | ja   |
| 音価   | /r/ | /s/ | /t/ | /o/ | /u/ | /f/ | /x/ | /ʦ/ | /ʨ/ | /ɕ/ | /ɕʨ/ |   | /iː/ |   | /e/ | /jo, ju/ | /ja/ |

モンゴル語に用いるキリル文字はロシア語に用いるキリル文字に ө と ү の2つの母音字を追加したものである。母音字12、子音字20、記号2、半母音字1の35文字からなる。このうち、к, п, ф, щは外来語にのみ用いられ、固有のモンゴル語に用いられることはない。また、о, у の発音はロシア語ではそれぞれ[o, u]だが、モンゴル語ではそれぞれ口を大きく開けて[ɔ, o]と異なって発音されることに注意。
|          |      | 男性母音 | 男性母音 | 男性母音 | 女性母音 | 女性母音 | 女性母音 | 中性母音 |
| -------- | ---- | -------- | -------- | -------- | -------- | -------- | -------- | -------- |
| 短母音   | 表記 | а        | о        | у        | ү        | ө        | э        | и        |
| 短母音   | 音価 | [a]      | [ɔ]      | [o]      | [u]      | [ɵ]      | [e]      | [i]      |
| 長母音   | 表記 | аа       | оо       | уу       | үү       | өө       | ээ, эй   | ий       |
| 長母音   | 音価 | [aː]     | [ɔː]     | [oː]     | [uː]     | [ɵː]     | [eː]     | [iː]     |
| 二重母音 | 表記 | я        | ё        | ю        | ю        | е        | е        |          |
| 二重母音 | 音価 | [ja]     | [jɔ]     | [jo]     | [ju]     | [jɵ]     | [je]     |          |
| 二重母音 | 表記 | яа       | ёо       | юу       | юү       | еө       | еэ       |          |
| 二重母音 | 音価 | [jaː]    | [jɔː]    | [joː]    | [juː]    | [jɵː]    | [jeː]    |          |
| 二重母音 | 表記 | ай       | ой       | уй       | үй       |          |          |          |
| 二重母音 | 音価 | [ai]     | [ɔi]     | [oi]     | [ui]     |          |          |          |

モンゴル語の正書法では、第一音節の7つの母音は上記7文字の1つ1つを対応させる一方、第二音節以降に唯一現れうる1つの短母音については、実際の発音とは一切関係なく、機械的にいずれかの文字を選ぶことになっている。
長母音を表記するための専用の文字はなく、対応する短母音（第一音節に現れるもの）を表記する母音字を2つ重ねることでこれを表記する。従って、ハーン (/xaːŋ/) は、хаан となる。ただし、и の長母音のみは例外で、記号である「ハガス・イー」й を使い ий と書く（筆記体で書いた時に他の子音字と紛らわしいことが理由）場合と ы の字を使う場合との2通り存在する（発音はどちらも同じであることに注意）。なお、й は、и 以外の母音字と共に2文字で1つの重母音を表記する綴りともなる。
ロシア語における軟音記号 ь や硬音記号 ъ は、モンゴル語においても同様な用途でもって使用される（ただしこれらはロシア語ほどには出現頻度は高くない）。軟音記号 ь は単独では使用されず、一部の子音の直後に付き、その子音に半母音 /j/ の音が弱く混じったような音に変化することを表す。例：морь /mɔrʲ/ 馬、「モルィ」のように発音される。ただし、ь 自体単独で音価を持つことはなく（ゆえに単独では使われず）、子音に付くことで元の子音とは別なもう1つの子音であることを意味する（さきの例で言えば р /r/ に対し рь /rʲ/ という別な1つの子音であることを表している）。これを子音の軟音化といい、この軟音ともとの子音との対立が語彙の違いに影響する（例：тав「5」, тавь「50」）。また、硬音記号 ъ は、子音と母音の間に挟んで、それぞれが分けて発音されることを表す。例：суръя /sor'j/ 学ぼう、「ソルィ」のように発音され、「ソリ」のようにはならない（なお、語末のя, е, ё は半母音 /j/ のみを発音する）。
モンゴル語の正書法では м, н, г, л, б, в, р の7子音は聞こえ度が高いため前後の一方に母音を伴う。ただし н,г は識別母音を伴うことがあるため前後に母音がつくことがある。一方、д, т, з, ж, ц, ч, с, ш, х の9子音は母音を伴わなくてもよい。なお п, к, ф, щ は外国語表記のみで使われ、7子音にも9子音にも相当しない。
固有語において б と в は相補分布をなす。語頭では б を書き、語中では л, м, в, н の後では б を書き、それ以外では в を書く。語尾では в を書く。
モンゴル語の正書法に関して、日本語資料としては『モンゴル語の音声と正書法』（ナドミド ジャンチブドルジ ラグチャー、栗林均訳）がある。

## 母音に関する規則
モンゴル語では、単語内および後付けする語尾における母音の組み合わせに関して次のような制限がある。

### 母音調和の規則
モンゴル語の母音は、次のように男性母音、女性母音、中性母音のどれかに分けられ、1つの単語内に男性母音と女性母音とが共存できないという法則がある。これを母音調和という。中性母音は男性母音・女性母音どちらとも共存できる。
| 男性母音 | 男性母音         | 女性母音 | 女性母音         | 中性母音 | 中性母音 |
| -------- | ---------------- | -------- | ---------------- | -------- | -------- |
| А系列    | а, аа, ай, я, яа | Э系列    | э, ээ, эй, е, еэ | И系列    | и, ий    |
| О系列    | о, оо, ой, ё, ёо | Ө系列    | ө, өө, е, еө     | И系列    | и, ий    |
| У系列    | у, уу, уй, юу    | Ү系列    | ү, үү, үй, юү    | И系列    | и, ий    |

男性母音を含む単語を男性語といい、女性母音を含む単語および中性母音のみを含む単語を女性語という。たとえばохин「娘」、сайхан「楽しい・すばらしい」、дулаан「暖かい」、бодно「思う」は男性語であり、хүү「息子」、эхлэх「始まる」、миний「私の」、гэр「家」（ゲル）、өвөө「祖父」は女性語である。
ы は母音 /iː/ を表す母音字であるが、「～の」を表す変化語尾 –ы(н) など限られた変化語尾にしか使われず、なおかつ男性語にしか使用されない。女性語につく場合は ий が使用される。

### 母音配列の規則
一単語に存在する母音の種類は、上記の母音調和の規則のみならず、次に示す母音配列の規則にもしばられる。モンゴル語の単語は、外来語や固有名詞など一部をのぞき、単語の第一音節にくる母音の種類によってそれ以降にくる母音に一定の制限が加わる。この規則を表にすると、以下のようになる。
|          | 第一音節の母音 | 第二音節以降にくることのできる母音     |
| -------- | -------------- | -------------------------------------- |
| 男性母音 | А系列、У系列   | А系列、У系列（短母音 у を除く）、И系列 |
| 男性母音 | О系列          | О系列、長母音"уу"                      |
| 女性母音 | Э系列、Ү系列   | Э系列、Ү系列（短母音 ү を除く）、И系列 |
| 女性母音 | Ө系列          | Ө系列、長母音"үү"                      |
| 女性母音 | И系列          | э, ээ, ү, үү, и, ий                    |

### 付加語尾への母音規則の適用
上記の母音調和の規則および母音配列の規則は、名詞の格変化や動詞の活用語尾（後述）にも適用される。
たとえば、疑問詞（「何」「いつ」など）なしの疑問文で未来に対する行動を質問する場合、文末は "（動詞語幹）-х + уу / үү ?" で表現され、たとえば次のようになる。
- 男性語 авна 「買う」⇒ авах уу? 「買うか？」
- 女性語 үзнэ 「見る」⇒ үзэх үү? 「見るか？」

このように、語尾の接続される単語が男性語か女性語かによって、語尾も母音調和に適合するようにそれぞれ男性母音形（上例ではУ系列）、女性母音形（上例では、У系列に対応する女性のҮ系列）を接続する。単語に含まれる母音の種類によって母音が異なる語尾であることを明示するため、辞書などでは "-х уу2?" のように表記されることが多い。
У/Ү/И系列以外の母音をもつ語尾には、母音配列の規則が適用される。母音の変化を単語の母音の種類と対照させると、下表のようになる。
|        | 単語（動詞の場合は語幹）に含まれる母音の種類 | 語尾の母音                          |
| ------ | -------------------------------------------- | ----------------------------------- |
| 男性語 | А系列 and/or У系列                           | А系列                               |
| 男性語 | О系列 (and И系列)                            | О系列                               |
| 女性語 | Э系列 and/or Ү系列                           | Э系列                               |
| 女性語 | И系列のみ                                    | Э系列                               |
| 女性語 | Ө系列 (and И系列)                            | Ө系列 （ただし語尾によってはЭ系列） |

平たく言えば、О系列はА/У系列と、Ө系列はЭ/Ү系列とともには現れないということになる。
たとえば、手段や方法をあらわす「～で」などの意味をあらわす -(г)аар は、単語によって次のように変化する。
- А系列：халуунаар 熱で、дугуйгаар 自転車で
- О系列：мориор 馬で（＜морь）
- Э系列：сэрээгээр フォークで、сүүгээр 乳で
- Ө系列：мөнгөөр お金で（＜мөнгө）

このように母音が4種類とりうる語尾であることから、-аар4 と表示することが多い。
なかには、Ө系列からなる単語に対して、語尾にӨ系列をとらずにЭ系列の母音を採る語尾がある。一例として、-тай3「～とともに」は、өй という二重母音が存在しないことから、代わりに -тэй をとる：өвгөнтэй「祖父とともに」。
外来語や固有名詞・合成語などでО系列とА/У系列、男性母音と女性母音などが共存する単語の場合、最終音節の母音の系列にしたがって語尾の母音が変化する。たとえば、場所や時間の起点などを示す -аас4「～から」に対し、Японоос「日本から」（＜Япон）、Осакагаас「大阪から」（＜Осака）。
なお、以上で述べた母音調和や母音配列の規則に従わず、母音が変化しない例外的な語尾が一部存在する。たとえば、名詞や形容詞につけて「～のない」「～ではない」の意を表す -гүй は、母音調和の規則に従わず、不変化である：болохгүй「だめだ」（＜болох 「よろしい」）

## 文法
モンゴル語は類型論上膠着語に分類される。非人称再帰所有、人称所有の接辞を有し、名詞が形容詞や副詞として使われる（このため、名詞ではなく実詞と呼ぶ考え方もある）のが特徴である。
語順は日本語と同じく「主語―補語―述語（SOV）」の順、修飾語は被修飾語の前に置かれる。基本的な文法は、日本語と良く似ており、日本語の文章のそれぞれの単語をモンゴル語の単語に置き換えるだけで意味が通じる。
|  | Би   |  | Монгол хэлийг         |  | сурна. |  | （私はモンゴル語を学ぶ） |
|  | 主語 |  | 修飾語 被修飾語 補 語 |  | 述語   |  |                          |

また、関係代名詞がなく代わりに動詞が連体形を取って名詞を修飾するのも日本語と同様である。
|  | Миний |  | сурдаг |  | хэл  |  | （私が学んでいる言語） |
|  | 主語  |  | 連体形 |  | 名詞 |  |                        |

日本語の連体形は（現代標準語では）形式名詞なしに助詞を伴うことができないが、モンゴル語の連体形は直接助詞を伴う。
- Эм уусан нь дээр ээ.　（薬を飲んだほうがいいですよ。）

体言の格変化は語幹の後ろに膠着的な格語尾（助詞）が付くことによって表される。体言の格は主格（語尾なし）・属格（-ын/-ы/-ийн/-ий）・対格（-ыг/-ийг/-г）・与位格（-т/-д）・具格（-аар4）・奪格（-аас4）・共同格（-тай3）がある。方向格（-руу2）を認める場合もある。格語尾は母音調和および母音配列の規則に従って交替する。
- Хаанаас ирсэн бэ?　（どこから来たのか？）
- Улаангомоос ирсэн.　（ウラーンゴムから来た。）

日本語には見られない接辞として非人称再帰所有と人称所有が格接辞の後ろに付されうる。
人称代名詞には1人称単数 би、1人称複数бид 、2人称単数чиおよびта、2人称複数та нар、3人称単数тэр、3人称複数 тэдがある。2人称単数чиは親称、таは敬称である。
- Чи япон хүн үү?　（君は日本人か？）
- Та япон хүн үү?　（あなたは日本人ですか？）

指示詞は近称と遠称の2系列からなる。энэ（これ）― тэр（それ）、энд（ここ）― тэнд（そこ）、などがある。
疑問詞には хэн（誰）、юу（何）、хаана（どこ）、аль（どの）、ямар（どんな）、хэд（いくつ）、хэзээ（いつ）、яах（どうする）、яагаад（どうして）、яаж（どのように）などがある。хэн、юу、хаанаは名詞であるため格変化をする。しかし、現代モンゴル語ではхаанаはХаашааと変化する。
- Хаанаас ирсэн вэ?　（どこから来たのか？）
- Хаашаа явах уу?　（どこへ行くのか？）

動詞は語幹に動詞語尾を伴って終止形・連体形（形容動詞形）・連用形（副動詞形）になる。命令形は文法形式上終止形として現れる。動詞の辞書形は語幹に連体形語尾-хが接続したものである。連体形は文末において終止形として用いられるものがほとんどである。
- Би уншсан ном.　（私の読んだ本。）
- Би ном уншсан.　（私は本を読んだ。）

動詞語幹と動詞語尾の間に挿入される接辞は、態など様々な文法範疇を示す働きをする。
- Удаан хүлээ-лгэ-чих-лээ.　（長くお待たせしました。）
- хлээ-：動詞「待つ」、-лгэ-：接辞＜使役＞、-чих-：接辞＜完了＞、-лээ：語尾＜過去＞

形容詞は語形変化をしない不変化詞である。形容詞の時制を示すためにはコピュラ動詞であるбайхを後接して変化させる。
- Миний ээж хөөрхөн.　（私の母は美しい。）
- Миний ээж хөөрхөн байсан.　（私の母は美しかった。）

後置詞は名詞の後ろに付いて格語尾だけでは表示できない各情報を示す付属語であるが、名詞を伴わずに形容詞や副詞として用いられることもある。
- ширээн дээр　（机の上：格表示）
- дээр тэнгэр　（上天：形容詞）
- дээр гарах　（上に登る：副詞）

助辞は文末についてさまざまなニュアンスを表す（日本語の終助詞に似る）。
- Энд бич дээ.　（ここに書いてね）